# Zarathustra

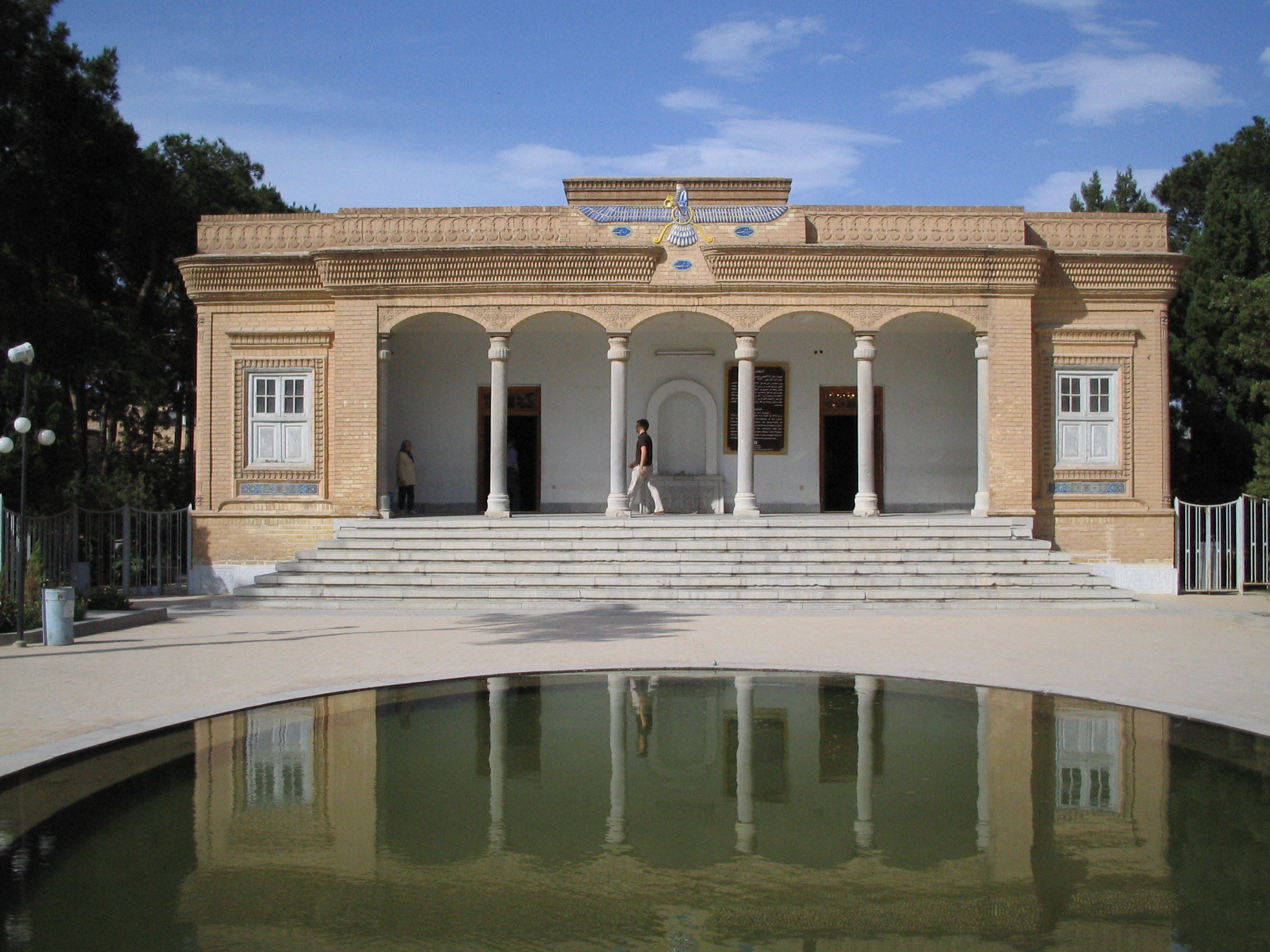
Zoroastrischer Feuertempel in Yazd, vor 2006

Zarathustra (avestisch Zaraθuštra Zarathuschtra, persisch زَردُشت, DMG Zardošt, ‚Zardoscht‘), auch Zoroaster (altgriechisch Ζωροάστρης Zōroástrēs), genannt auch Zarathustra Spitama, war ein persischer Priester (Zaotar) und Philosoph. Er lehrte in einer nordostiranischen Sprache, die später nach dem Avesta als Avestisch bekannt wurde, und verhalf dem nach ihm benannten Zoroastrismus zum späteren Durchbruch als persisch-medische beziehungsweise iranische Religion, weshalb er beispielsweise auch „Gründer des Zoroastrismus“, „Religionsstifter“ oder „Reformator“ genannt wird. Die heutigen Anhänger des Zoroastrismus werden Zoroastrier oder Zarathustrier genannt. Die Anhängerschaft in Indien und Pakistan umfasst insbesondere die ethnisch-religiösen Gruppen der Parsen und zum Teil der Irani.
Die Griechen der Antike sahen in ihm einen „bei den Arianoi“ (Diodor, I, 94, 2, über Zathraustēs) angesiedelten Weisen; in den Augen der französischen Philosophen, unter anderem Voltaires, war er Vermittler in religiösen Glaubensfragen. Ähnlich vielfältig sind die Aussagen in der Orientalistik, die eine endgültige Klärung über das Wirken Zarathustras bisher nicht möglich machen. Es bleibt unklar, in welchem sozialen und geografischen Umfeld er wirkte, wessen Ideen er aufnahm oder auf welchen Grundlagen er seine Lehre aufbaute. Er gilt manchen als Begründer der ersten, auf dem Glauben an Ahura Mazda als einzigen Schöpfergott und Weltordner beruhenden Religion.
Die bisher von den Historikern vorgenommenen zeitlichen Einordnungen beruhen auf diversen Quellen, aus deren Interpretation teilweise Theorien und Thesen über das Wirken Zarathustras entwickelt wurden, die die wenigen archäologischen Hinweise ignorieren. So wurde beispielsweise erstmals bei Ammianus Marcellinus eine Verbindung vom Vater von Dareios I., Hystaspes, zu den Achämeniden hergestellt, die heute als überholt gilt.

## Begriff und Quellen
Der Name Zaraθuštra bedeutet vermutlich „Besitzer wertvoller Kamele“ (die Deutung des Vordergliedes zarat- als „alt, kostbar, goldfarben“ ist umstritten, das Hinterglied dieser Zusammensetzung wird allgemein mit avestisch -uštra- „Kamel“ identifiziert). Weitere Namensformen sind beispielsweise: mittelpersisch Zarduscht, persisch زَردُشت, DMG Zardošt, auch زَرتُشت, DMG Zartošt, paschtunisch زردښت Zardaxt, kurdisch Zerdeşt, altgriechisch Ζωροάστηρ Zōroástēr / Ζωροάστρης Zōroástrēs.
Im Avesta, der „heiligen Schrift“ der Religion Zarathustras, wird die Figur Zarathustra erstmals erwähnt. In den Gathas wird er 15 Mal aufgeführt und in den jüngeren Texten ausführlich in seinen Funktionen beschrieben. Die Textpassagen sind überall verstreut; eine systematische Präsentation der Figur fehlt. Als historische Person ist Zarathustra im Avesta nicht fassbar, da biographische Angaben fehlen.
Die ältesten Texte, die eine Biographie von Zarathustra enthalten, werden in das 9. Jahrhundert n. Chr. datiert. Sie sind in mittelpersischer Sprache verfasst und stammen aus dem 5. und 7. Buch des Denkard und der Anthologie des Zadspram. Das Alter der in diesen Texten gesammelten Quellen lässt sich nicht mit Sicherheit bestimmen. Im 8. Buch des Denkard gibt es Hinweise auf ältere Ansätze von Lebensdaten, die aber nicht überliefert werden.
Die erste durchkomponierte biographische Erzählung liegt in neupersischer Sprache vor. Der poetische Text Zaratošt-nāme („Das Zarathustra-Buch“) stammt von einem Kai Ka’us, über den keine biographischen und zeitlichen Angaben vorliegen. Es ist möglich, dass das Buch bereits im 10. oder 11. Jahrhundert n. Chr. entstanden ist oder auch erst im 13. Jahrhundert n. Chr. Die Abschrift durch Zartosht Behram Pazdu ist die heute überlieferte Form des Texts.

## Herkunft
Die moderne Forschung konnte bisher Zarathustras Herkunft nicht klären. Forschungsgeschichtlich ist in den letzten Jahrzehnten „eine Tendenz zur Genese immer neuer Hypothesen und Spekulationen zu beobachten“, ohne dass sich ein Konsens abzeichnet. Eine gewisse Einigkeit herrscht darin, dass die Ursprünge der Religion Zarathustras vermutlich nicht auf dem iranischen Plateau und schon gar nicht innerhalb der Landesgrenzen des heutigen Irans zu suchen sind.
Bereits in der Antike wurde von mehreren Ländern oder Regionen der Anspruch erhoben, die Heimat von Zarathustra zu sein. Solche Traditionen waren zum Teil langlebig. Die geographischen Angaben späterer Quellen sind größtenteils patriotisch-ideologisch gefärbt. Damit verbunden ist auch die Diskussion über die Heimat und die Ausbreitung der indoiranischen Sprachgemeinschaft, im Besonderen der Arier.
In der älteren Forschung wurden vor allem drei Regionen als Heimat des Zarathustra betrachtet: Sistan, Choresmien und Baktrien. Eine einflussreiche These wurde von Mary Boyce aufgestellt, die die Heimat des Zarathustra in der Andronowo-Kultur ortet. Aber diese Theorie konnte sich ebenso wenig durchsetzen wie auch der Vorschlag von Manfred Hutter, das Heimatland Zarathustras an der Grenze der nordostiranischen Länder zu lokalisieren.

## Lebenszeit

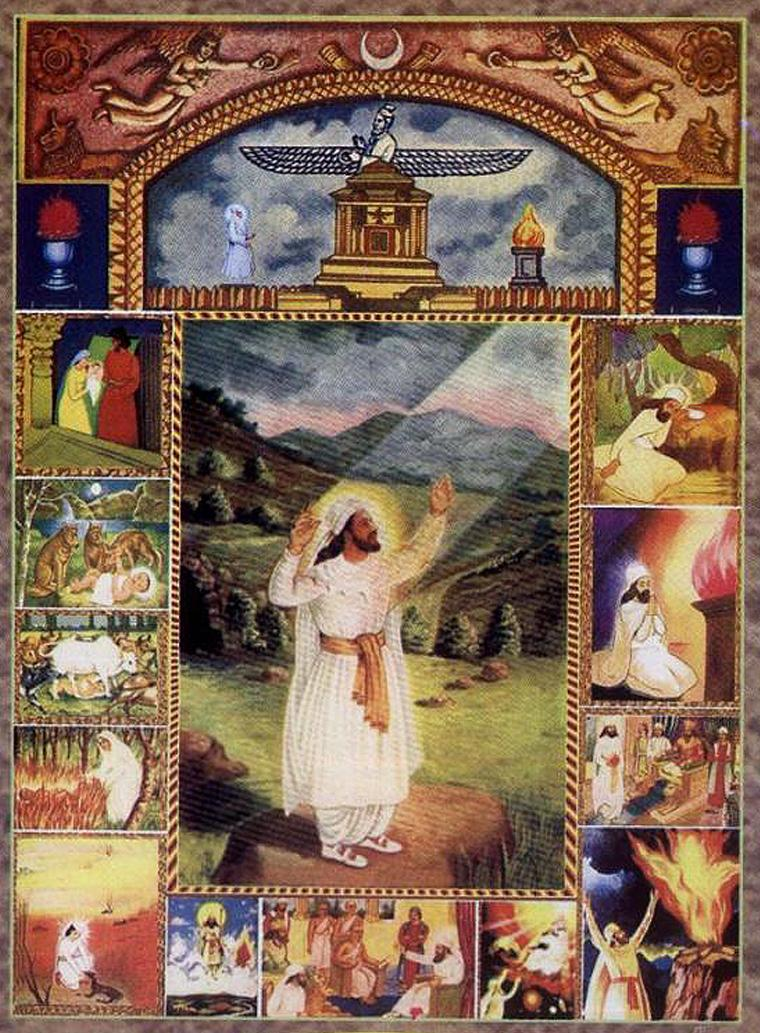
Zarathustra, Geburt bis Erleuchtung

Neben unterschiedlichen wissenschaftlichen Methoden und Argumenten spielen ideologische Motive eine starke Rolle in der Auseinandersetzung um die Datierung und die Lokalisierung Zarathustras, weil diese von zentraler Bedeutung für die Geschichtsschreibung der Religion wie auch für das Verständnis der iranischen, zentralasiatischen und altorientalischen Religionsgeschichte sind. Zur Datierung der Lebenszeit Zarathustras gibt es zwei Hauptansätze in der Forschung: eine Spätdatierung und eine Frühdatierung. Zarathustrier feiern seinen Geburtstag am 26. März.

### Spätdatierung
Die Spätdatierung kann sich auf eine längere literarische Tradition berufen. Zarathustra lebte dementsprechend um 600 v. Chr. Diese Bestimmung basiert auf der Überlieferung des islamischen Gelehrten Biruni, der nach sassanidischer Tradition den Zeitpunkt der Berufung Zarathustras auf 258 Jahre vor Alexander den Großen legte. In der Forschung haben sich in der zweiten Hälfte des 20. Jahrhunderts der Spätdatierung  Walter Bruno Henning und Walther Hinz angeschlossen. Walther Hinz gibt ein präzises Datum für die Geburt (22. März 622 v. Chr.) und seinen Todestag (1. Mai 553 v. Chr.) an. Mit der Spätdatierung wäre Zarathustra ein Zeitgenosse von Kyros II. als auch einiger israelitischer Propheten wie zum Beispiel Deutero-Jesaja. Die Spätdatierung wird in der jüngeren Forschung nur noch gelegentlich vertreten. Die Mehrzahl der Forscher tendiert zur Frühdatierung.

### Frühdatierung
Der Grundkonsens gegen eine Spätdatierung hat in der Forschung einen weiten Spielraum für genauere Datierungen zugelassen. Im Allgemeinen wird die Lebenszeit von Zarathustra um die Wende des 2. zum 1. Jahrtausend v. Chr. angenommen. Zarathustra soll vor seinem „Berufungserlebnis“ schon als Priester bzw. Magier tätig gewesen sein. Aus diesen Gründen bestimmte Richard Frye das Wirken Zarathustras für die Zeit um 1800 v. Chr. Zarathustra habe um 1800 v. Chr. gelebt, genauer: er sei 1768 v. Chr. geboren worden. Diese Ansicht vertreten insbesondere iranische Wissenschaftler und Mary Boyce. Im Kontext der Besiedlung Persiens sei Zarathustras Auftreten bereits mit der ersten Einwanderungswelle anzusetzen.

## Die Lehren Zarathustras

### Grundzüge
Im Mittelpunkt der Lehre steht das Ringen des Guten gegen das Böse. Bis zum Tag des Gerichts haben die Menschen die freie Wahl, sich für den rechten Weg zu entscheiden. Der rechte Weg ist der Weg der Wahrhaftigkeit. Die Lehre Zarathustras hat drei wichtige Grundsätze:
- Gutes Denken (persisch پندار نيك, DMG pendār-e nīk)
- Gutes Sprechen (persisch گفتار نيك, DMG goftār-e nīk)
- Gutes Tun (persisch كردار نيك, DMG kardār-e nīk)

Ahura Mazda, der weise Herr, erschuf die Welt auf dem Fundament der Wahrhaftigkeit. Der gute Geist (Spenta Mainyu) und der böse Geist (Angra Mainyu) sind Zwillinge, durch deren Zusammenwirken die Welt besteht. Damit das Gute über das Böse siegt, muss der Mensch sich entscheiden, denn der Mensch ist das einzige Lebewesen, welches die Möglichkeit bekommen hat, zu führen und zu ändern. Der Mensch kann vergeben oder hassen, der Mensch ist ein Mensch, weil er sich nicht von seinen Instinkten leiten lässt. Jedem ist es überlassen, sich für das Gute zu entscheiden und so den Kampf Ahura Mazdas gegen das Böse zu unterstützen. Wichtig ist hierbei, dass der Zarathustrismus bzw. Ahura Mazda den Menschen zu nichts zwingt. Der Mensch wird als vernünftiges Wesen frei geboren und kann allein durch freie Entscheidung und persönliche Einsicht zu Gott gelangen.
Es bestehen sechs Aspekte Gottes (Amescha Spenta), oder auch sieben – siehe auch Haft Sin (sieben Dekorationsschalen), Sieben Speisen, Haft Mewa (Sieben-Früchte-Getränk) und Samanak (Keimlinge aus sieben Sorten Getreide) im Nouruz, die die sieben Tugenden des Zoroastrismus symbolisieren. Diese werden in dem Avesta, dem heiligen Buch des Zarathustrismus, zum Teil als engelhafte Wesen personifiziert:
- Der gute Sinn.
- Die beste Wahrheit/Wahrhaftigkeit.
- Das wünschenswerte Reich.
- Die segenbringende Frömmigkeit.
- Wohlfahrt.
- Nicht-Sterben.
- Der segenbringende Geist wird von manchen dazugezählt.

Zarathustra wandte sich nicht gegen Tieropfer, aber er verurteilte die grausame Behandlung von Tieren, die geopfert wurden. Für ihn war die Kuh ein heiliges Tier und in seiner Religion war die Seele der Kuh die Grundform der gesamten ahurischen Tierschöpfung.
Der Mensch hat im diesseitigen Leben die Wahl zwischen Gut und Böse. Sofern das Gute im Menschen überwiegt, gelangt der Mensch nach seinem Tode über die Činvat-Brücke ins Paradies, aus dem Zarathustra einer iranischen Legende nach das Avesta und das „Heilige Feuer“ (Atar) erhalten haben soll. Für den rechtschaffenen Menschen ist die Brücke ein breiter Weg, für den anderen schmal wie eine Messerschneide.

### Fortschreibung der Lehre
In einer späteren Umformung wird, insbesondere unter den Sassaniden, die Religion des Zarathustra durch einen Zeitgott, genannt Zurvan, ergänzt. Dieser viergestaltige Gott (Ahūra Mazda, Güte, Religion und Zeit) steht über Gott und Teufel, die seine Söhne sind. Zurvan ist der unendliche Raum und die unendliche Zeit. Durch die Entstehung von Gott und dem Bösen wird das Licht von der Finsternis geschieden.

## Rezeption in Europa

### Philosophie und Literatur
Plinius der Ältere behauptete, Zarathustra sei der erste Mensch gewesen, der bei seiner Geburt gelacht habe – was sowohl als Ausweis seiner Klarsichtigkeit wie auch als Anzeichen eines diabolischen Charakters gedeutet werden kann.
Zarathustra wurde lange Zeit in Europa als Prototyp des Weisheitslehrers gesehen. Die Renaissance huldigte ihm als Hüter vorchristlicher Weisheit. Die Aufklärung entdeckte in ihm den Weisen aus dem Morgenland und Verkünder einer Sonnenreligion. Guillaume Alexandre de Méhégan widmete 1751 Friedrich dem Großen seine französische Schrift Zoroastre: Histoire traduite du Chaladéen.
In der gelehrten Welt des 18. Jahrhunderts war es eine der großen Streitfragen, ob Zarathustra Monotheist (Thomas Hyde) oder radikaler Dualist (Pierre Bayle, Gottfried Wilhelm Leibniz) gewesen ist. Immanuel Kant hob in seiner „Philosophischen Religionslehre“ (1793) als wesentliche Besonderheit der „Parsis, Anhänger der Religion des Zoroasters“, hervor, dass sie „eine geschriebene Religion (heilige Bücher)“ und „ihren Glauben bis jetzt erhalten“ haben, „ungeachtet ihrer Zerstreuung“. Kant konnte zu seinen Vorlesungen und Publikationen bereits die von Johann Friedrich Kleuker 1776–1778 herausgebrachte deutsche Übersetzung des 1771 in Paris erschienenen Werkes von Abraham Hyacinthe Anquetil-Duperron, dem Begründer des Studiums der Zendreligion in Europa, Zend-Avesta, ouvrage de Zoroastre heranziehen, wie nach ihm ebenso u. a. Johann Gottfried Herder in seinen „Ideen zur Philosophie der Geschichte der Menschheit“ sowie Georg Wilhelm Friedrich Hegel in seinen Vorlesungen „über die Philosophie der Religion“ und „über die Philosophie der Geschichte“. Wie für Herder, der in Zoroasters Staatsreligion eine Art philosophischer Theodizee erkannte, so hieß für Hegel Zarathustra Zerduscht, und in dessen Lehre trat Hegel ein reiner Atem entgegen, ein Hauch des Geistes. Der Geist erhebt sich in ihr aus der substanziellen Einheit der Natur. Gotthold Ephraim Lessing widmete in seinem Drama Nathan der Weise dem Zoroastrismus die oft wenig beachtete Figur Al-Hafi, der er ursprünglich eine Nachschrift unter dem Titel Derwisch widmen wollte.
In jüngster Zeit verband sich der Name Zarathustra in der westlichen Welt mit Friedrich Nietzsches philosophisch-dichterischem Werk Also sprach Zarathustra, das von 1883 bis 1885 entstand. Da der historische Zarathustra für Nietzsche der Erste war, der Gut und Böse unterschied, gab er seiner Gestalt, die für ihn die Überwindung aller im jüdisch-christlich beherrschten Abendland gelehrten Moral darstellte und damit seiner Auffassung nach über das Ende der vom historischen Zarathustra begonnenen Geschichtsepoche hinauswies, im Buch denselben Namen.
Auch in Karl Mays Orient-Erzählungen kommt Zarathustra vor.

### Musik
Von Jean-Philippe Rameau stammt eine Tragédie lyrique mit dem Titel Zoroastre, benannt nach der Hauptfigur. Das Werk wurde 1749 „par l’Academie Royale de Musique“ in Paris uraufgeführt. Als Libretto diente die Tragedie Zoroastre von Louis de Cahusac, die alsbald von Giacomo Casanova ins Italienische übersetzt worden ist.
In zwei weiteren Opern spielt jeweils eine Figur auf Zarathustra an. In Georg Friedrich Händels 1733 uraufgeführtem Dramma per musica Orlando (die Handlung beruht auf dem Epos Orlando furioso von Ariost) tritt ein weiser Magier namens Zoroastro auf. Und in Wolfgang Amadeus Mozarts 1791 uraufgeführter Oper Die Zauberflöte vertritt der weise Fürst Sarastro mit seinem Priesterrat humanistisches Gedankengut. Dabei ist zumindest eine Wortverwandtschaft von Händels Zoroastro und von Mozarts Sarastro mit dem persischen Religionsstifter Zarathustra durchaus festzustellen.
Zeitlich zwischen diesen Opern gelegen wurde im Juni 1754 im Bayreuther Markgräflichen Opernhaus die Oper L’Huomo nach einem Libretto von Markgräfin Wilhelmine (1709–1758) uraufgeführt, das, laut Argomento, vom System der Philosophie Zarathustras angeregt war. Die Festa teatrale wurde zum Besuch von Wilhelmines Bruder Friedrich dem Großen uraufgeführt, Komponist war Andrea Bernasconi. Die Protagonisten dieses einaktigen allegorischen Musiktheaters sind Animia und Anemone (Anagramme für die weibliche und die männliche Seele), die sich im Zwiespalt zwischen dem bon Genie („das Gute“) und dem mauvais Genie („das Böse“) befinden und von den personifizierten Mächten wie beispielsweise der „Vernunft“, „Unbeständigkeit“ oder „Wollust“ beeinflusst werden.
Im 20. Jahrhundert erlangte Zarathustra einen gewissen Bekanntheitsgrad durch die 1895 entstandene symphonische Dichtung Also sprach Zarathustra von Richard Strauss, die sich in ihrem Titel explizit auf Nietzsches Also sprach Zarathustra bezog, sowie durch Frederick Delius A Mass of Life (Eine Messe des Lebens), einem großangelegten Oratorium nach Texten aus demselben Werk Nietzsches.

### Sonstiges
Der Jesuit Giovanni Riccioli benannte in seinem Neuen Almagest  (1651) einen Mondkrater nach Zoroaster.

### Primärliteratur
- Ulrich Hannemann (Hrsg.): Das Zend-Avesta. Weißensee-Verlag, Berlin 2011, ISBN 3-89998-199-5; Neuauflage: Zarathustra. Fünf Texte des Zend-Avesta: Bun-Dehesch – Vendidad – Izeschne – Vispered – Si-Ruze. Anthea Verlag, Berlin 2022, ISBN 978-3-89998-389-0.

### Monographien
- Mary Boyce: A History of Zoroastrianism. 3. Bände. Brill, Leiden/Köln 1975–1991:

1. The Early Period. 1975; Neudruck 1996, ISBN 90-04-10474-7.
2. Under the Achaemenians. 1982, ISBN 90-04-06506-7.
3. mit Frantz Genet Zoroastrianism under Macedonian and Roman Rule. 1991, ISBN 90-04-09271-4.

- Mary Boyce (Hrsg.): Textual sources for the study of Zoroastrianism. Chicago University Press, Chicago 2006, ISBN 0-226-06930-3.
- Mary Boyce: Zoroastrians. Their religious beliefs and practices. Routledge, London 2007, ISBN 978-0-415-23902-8.
- Burchard Brentjes: Das alte Persien. Die Iranische Welt vor Mohammed. Schroll, Wien 1978, ISBN 3-7031-0461-9.
- Elisabeth Brünner: Die Zarathustralegende in der zoroastrischen Tradition (= Studien zur Geschichtsforschung des Altertums. Band 4). Kovač, Hamburg 1999, ISBN 3-86064-902-7 (zugleich Dissertation, Universität Bonn 1998).
- Peter Clark: Zoroastrianism. An introduction to an ancient faith. Sussex Academic Press, Brighton 1998, ISBN 1-898723-78-8.
- Dastur K. Dabu: Zarathustra and his teachings. A manual for young students. Edition Chamarbaugvala, Bombay 1966.
- Jahanshah Derakhshani: Die Arier in den nahöstlichen Quellen des 3. und 2. Jahrtausends v. Chr. M-Ost, Marburg 2004, ISBN 3-933196-37-X.
- Gherado Gnoli: Zoroaster in History. Bibliotheca Persica Press, New York 2000, ISBN 0-933273-43-6.
- Walther Hinz: Zarathustra. Kohlhammer, Stuttgart 1961.
- Albert de Jong: Traditions of the Magi. Zoroastrianism in Greek and Latin literature. Brill, Leiden 1997, ISBN 90-04-10844-0.
- Heidemarie Koch: Es kündet Dareios der König … Vom Leben im persischen Großreich (= Kulturgeschichte der Antiken Welt. Band 55). von Zabern, Mainz 2000, ISBN 3-8053-1347-0.
- Wolfdietrich von Kloeden: ZARATHUSTRA (eigentlicher Familienname: Spitama), griech. Zoroaster. In: Biographisch-Bibliographisches Kirchenlexikon (BBKL). Band 14, Bautz, Herzberg 1998, ISBN 3-88309-073-5, Sp. 344–355 (Artikel/Artikelanfang im Internet-Archive).
- Abdolreza Madjderey: Gatha. Die himmlischen Gesänge Zarathustras. Sohrab, Königsdorf 2000, ISBN 3-925819-11-8.
- Abdolreza Madjderey: Was also sprach Sarathustra wahrlich. Sohrab, Königsdorf 2002, ISBN 3-925819-14-2.
- Rustam P. Masani: Zoroastrianism. The religion of the good life. Indigo Books, New Delhi 2003, ISBN 81-292-0049-X (Reprint der Ausgabe London 1938).
- Bernfried Schlerath (Hrsg.): Zarathustra (= Wege der Forschung. Band 169). Wissenschaftliche Buchgesellschaft, Darmstadt 1970, ISBN 3-534-04121-6.
- Michael Stausberg: Die Religion Zarathushtras. Geschichte, Gegenwart, Rituale. Kohlhammer, Stuttgart 2002–2004
  - 1. Bd. 2002, ISBN 3-17-017118-6
  - 2. Bd. 2002, ISBN 3-17-017119-4
  - 3. Bd. 2004, ISBN 3-17-017120-8
- Geo Widengren (Hrsg.): Iranische Geisteswelt. Von den Anfängen bis zum Islam. Holle, Baden-Baden 1961, insbesondere S. 133–164 (Zarathustra, seine Person, seine Lehre).
- Geo Widengren: Die Religionen Irans (= Die Religionen der Menschheit. Band 14). Kohlhammer, Stuttgart 1965.
- Robert C. Zaehner: The dawn and twilight of Zoroastrianism. Phoenix Press, London 2002, ISBN 1-84212-165-0 (Reprint der Ausgabe London 1961)
- Stiftung Gralsbotschaft (Hrsg.): Zoroaster, Zoro-Thustra, Leben und Wirken des Wegbereiters in Iran. Bernhardt, Vomperberg (Tirol) 1957, ISBN 3-87860-119-0.

### Aufsätze
- R. Beck: Excursus Thus Spake not Zarathushtra: Zoroastrian Pseudoepigrapha of the Greco-Roman World. In: Mary Boyce, Frantz Grenet (Hrsg.): A History of Zoroastrianism. 3 Bände. Brill, Leiden/Köln 1975–1991, Band 3 (Zoroastrianism under Macedonian and Roman Rule, 1991), S. 491–565.
- Arthur E. Christensen: Die Iranier. In: Albrecht Goetze u. a.: Kulturgeschichte Kleinasiens. (= Handbuch der Altertumswissenschaft. Bd. 2). Beck, München 1974, ISBN 3-406-01351-1 (Nachdruck der Ausgabe München 1933).
- Stephan Eberle: Lessing und Zarathustra. In: Rückert-Studien. Bd. 17 (2006/ 2007) [2008], S. 73–130.
- Richard Frye: Zarathustra. In: Emma Brunner-Traut (Hrsg.): Die Stifter der großen Weltreligionen. Herder, Freiburg i. B. 2007, ISBN 978-3-451-05937-7.
- Gherardo Gnoli: Zoroastro nelli fonti classiche: problemi attuali e prospettive della ricerca. In: Studi Urbinati. Band 67, 1995/1996, S. 281–295.
- Gherardo Gnoli: Zoroastro nella nostra cultura. In: Studia Urbinati. Band 68, 1997/1998, S. 205–219.
- Gherardo Gnoli: Sulla data di Zoroastro nel Proemio di Diogene Laerzio. In: MOYSA. Scritti in onore die Giuseppe Morelli. Bologna 1997, S. 179–195.
- Gherardo Gnoli: Zoroaster in History. New York 2000.
- Gustav Mensching: Zarathustra. In: Gustav Mensching: Die Söhne Gottes. Büchergilde Gutenberg, Frankfurt am Main 1959, S. 191–198.
- Zartusht Bahram Pazhdu: The Book of Zoroaster, or The Zartusht-Nāmah. A Zoroastrian Poem. Translated from Persian by Edward Backhouse Eastwick. Lulu, London 2010 .
- Martin Schwartz: The religion of Achaemenian Iran. In: Ilya Gershevitch (Hrsg.): The Median and Achaemenian Periods. (= The Cambridge History of Iran. Bd. 2). University Press, Cambridge 1985, ISBN 978-0-521-20091-2, S. 664–667.
- Günter C. Vieten, Fotos: George Shelley: Parsen – Die Arier Gottes. In: Geo-Magazin. Hamburg 1978, Nr. 9, S. 86–108. (Informativer [insbesondere u. a. der Totenkult der Zoroastrier] Erlebnisbericht).
- Eugen Rosenstock-Huessy: Zarathustras Stimmhaftwerden. In: derselbe: Die Sprache des Menschengeschlechts. Band 2. 1964, S. 737–772.